# Khowar
Pour les articles homonymes, voir khw.
Le khowar (autonyme : کھووار) est une langue indo-aryenne du sous-groupe des langues dardes, parlée dans le nord-ouest du Pakistan.

## Nom
Le khowar est aussi appelé arniya, chitrali, chitrari, citrali, kashkari, khawar, patu, qashqari.

## Caractéristiques
Le khowar est lié au kalasha, bien qu'il en soit différent.

## Dialectes
Les dialectes suivants sont répertoriés : khowar septentrional, khowar méridional, khowar oriental, khowar de Swat, et chitrali.
Le dialecte septentrional est considéré comme le plus pur. Il existe une similarité lexicale de 86 à 98 % entre les dialectes.

## Utilisation
Le khowar est parlé par les Khos. Ses locuteurs sont 313 000 au Pakistan en 2016, pour un total de 332 200 dans le monde. C'est la principale langue du district de Chitral, où elle s'est imposée comme langue de communication.
D'autres communautés de Khos sont présentes dans le district de Gilgit, dans la vallée du Swat, de Yasin et au Tadjikistan, dans la région autonome du Haut-Badakhchan.
Cette langue est parlée principalement dans le district de Gilgit, la vallée de Ghizr et du col de Shandur (en) à Gulpis dans la province du Gilgit-Baltistan ; dans les districts de Chitral et de Peshawar ; dans les vallées de l'Ishkhoman et du Yasin, au nord de la vallée de la Swat, à Usho (en) et probablement à Rawalpindi et dans d'autres villes du nord.
Ses locuteurs parlent aussi anglais et ourdou, surtout chez les plus éduqués, burushaski et shina, en particulier dans le district de Gilgit, ainsi que le kohistani de Kalam.
Le khowar est utilisé comme langue seconde par les locuteurs du burushaski, du kalasha, du phalura et du yidgha.

## Écriture
Le khowar s'écrit avec l'alphabet arabe (variantes naskh ou nastaliq).
| ا | ب | پ | ت | ث | ج | ݮ | چ | ݯ | څ | ح | خ | د | ڈ | ذ | ر | ڑ | ز | ژ | ݱ | س | ش | ݰ | ص | ض | ط | ظ | ع | غ | ف | ق | ک | گ | ل | م | ن | و | ہ | ء | ی | ے |